# Vierter Koalitionskrieg
Schleiz – Saalfeld – Jena und Auerstedt – Lübeck – Großpolen – Czarnowo – Golymin – Pułtusk – Dirschau –  Allenstein – Preußisch Eylau – Ostrolenka – Stolp – Danzig – Kolberg – Guttstadt – Heilsberg – Friedland
Der Vierte Koalitionskrieg, auch Dritter Napoleonischer Krieg oder Feldzug gegen Preußen fand in den Jahren 1806 und 1807 zwischen Frankreich und den mit ihm verbündeten Staaten wie den Mitgliedern des Rheinbundes auf der einen Seite und im Wesentlichen Preußen und Russland auf der anderen Seite statt. Der alte preußische Staat brach nach der Doppelschlacht von Jena und Auerstedt im Oktober 1806 zusammen. Der Hof floh nach Ostpreußen. Die Hauptlast des Krieges lag nunmehr bei Russland. Nach der entscheidenden Niederlage gegen Napoleon in der Schlacht bei Friedland beendete der Frieden von Tilsit den Krieg. Preußen verlor dabei fast die Hälfte seines Gebietes, musste hohe Kriegsentschädigungen leisten und sank auf den Status eines minder mächtigen Staates herab. Dagegen befand sich Napoleon auf dem Höhepunkt seiner Macht.

## Vorgeschichte

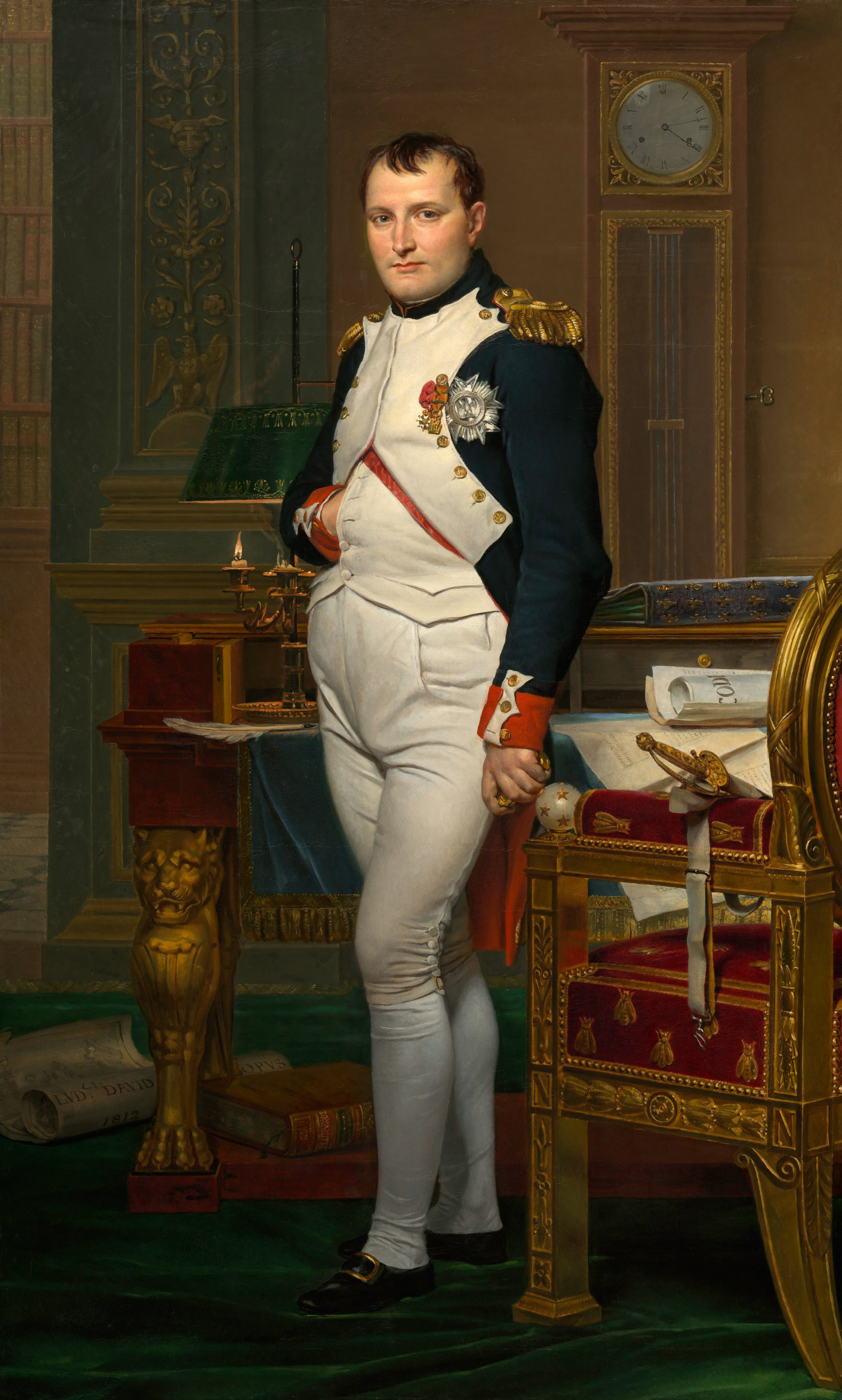
Napoleon in seinem Arbeitszimmer
(Gemälde von Jacques-Louis David, 1812)

Der Dritte Koalitionskrieg endete mit dem Ausscheiden Österreichs aus dem Bündnis im Diktatfrieden von Pressburg. Vor allem Großbritannien und Russland setzten den Krieg fort. Verbunden war der Friede für Österreich mit Gebietsverlusten in Italien, der Bildung des Rheinbundes und der damit zusammenhängenden Auflösung des Heiligen Römischen Reiches. Preußen hatte sich seit dem Ersten Koalitionskrieg von den antifranzösischen Koalitionen ferngehalten. Im Dritten Koalitionskrieg hatte das Land aber ein Bündnis mit Russland geschlossen und stand kurz vor dem Kriegseintritt, als die Koalition auseinanderbrach. Preußen musste den Vertrag von Schönbrunn vom 15. Dezember 1805 mit Frankreich unterzeichnen. In der Hoffnung, die Bedingungen zu eigenen Gunsten noch zu verbessern, ratifizierte es den Vertrag nicht. Stattdessen musste es das Traktat von Paris vom 15. Februar 1806 akzeptieren. Darin war zwar nicht mehr von einer Defensiv- und Offensivallianz mit Frankreich die Rede, aber die materiellen Bedingungen für Preußen waren härter. Es hatte Kleve und Neuchâtel mit Valengin abzutreten. Ohne Entschädigung fiel das Fürstentum Ansbach an das Königreich Bayern. Preußen hatte das mit Großbritannien in Personalunion verbundene Kurfürstentum Hannover zu übernehmen und die Häfen für die Engländer zu verschließen. Auch hatte es die Integrität des Osmanischen Reiches mit zu gewährleisten, was die Gefahr eines Konfliktes mit Russland bedeutete. Das Ziel Napoleons war, dass Preußen und England sich als Feinde gegenüberstünden. Tatsächlich kam es nach dem Pariser Traktat zur Kriegserklärung von Großbritannien an Preußen. Noch vor der offiziellen Kriegserklärung wurden preußische Schiffe in britischen Häfen festgesetzt oder auf See aufgebracht. Auf Druck von England erklärte auch Schweden Preußen den Krieg.
In Großbritannien verstarb Premierminister Pitt. Ihm folgte Grenville, dessen Regierung sich gegenüber Frankreich kompromissbereiter zeigte. Daraufhin bot Napoleon Großbritannien die Rückgabe von Hannover für einen Friedensschluss an. Zwar kam es nicht dazu, aber dieses Vorgehen verstärkte in Preußen das Misstrauen gegenüber Napoleon. Die preußische Regierung musste auch die Gründung des Großherzogtums Berg aus teilweise ehemaligen preußischen Gebieten im westlichen Deutschland zur Kenntnis nehmen. Dadurch wurde die preußische Politik nach Osten abgedrängt. Die Gründung des Rheinbundes führte ebenfalls zu einer Verschlechterung der Beziehung zu Frankreich, bedeutete dies doch das Ende des Plans, einen norddeutschen Bund unter preußischer Führung zu gründen. Preußen begann Fühlung mit Russland aufzunehmen. Alexander I. sagte zu, alles zu tun, um die Integrität und Unabhängigkeit Preußens zu schützen, wenn das Land im Gegenzug der russischen Politik gegenüber dem Osmanischen Reich nicht entgegenstehen würde. Russland vermittelte daraufhin erfolgreich zwischen Preußen und Schweden.

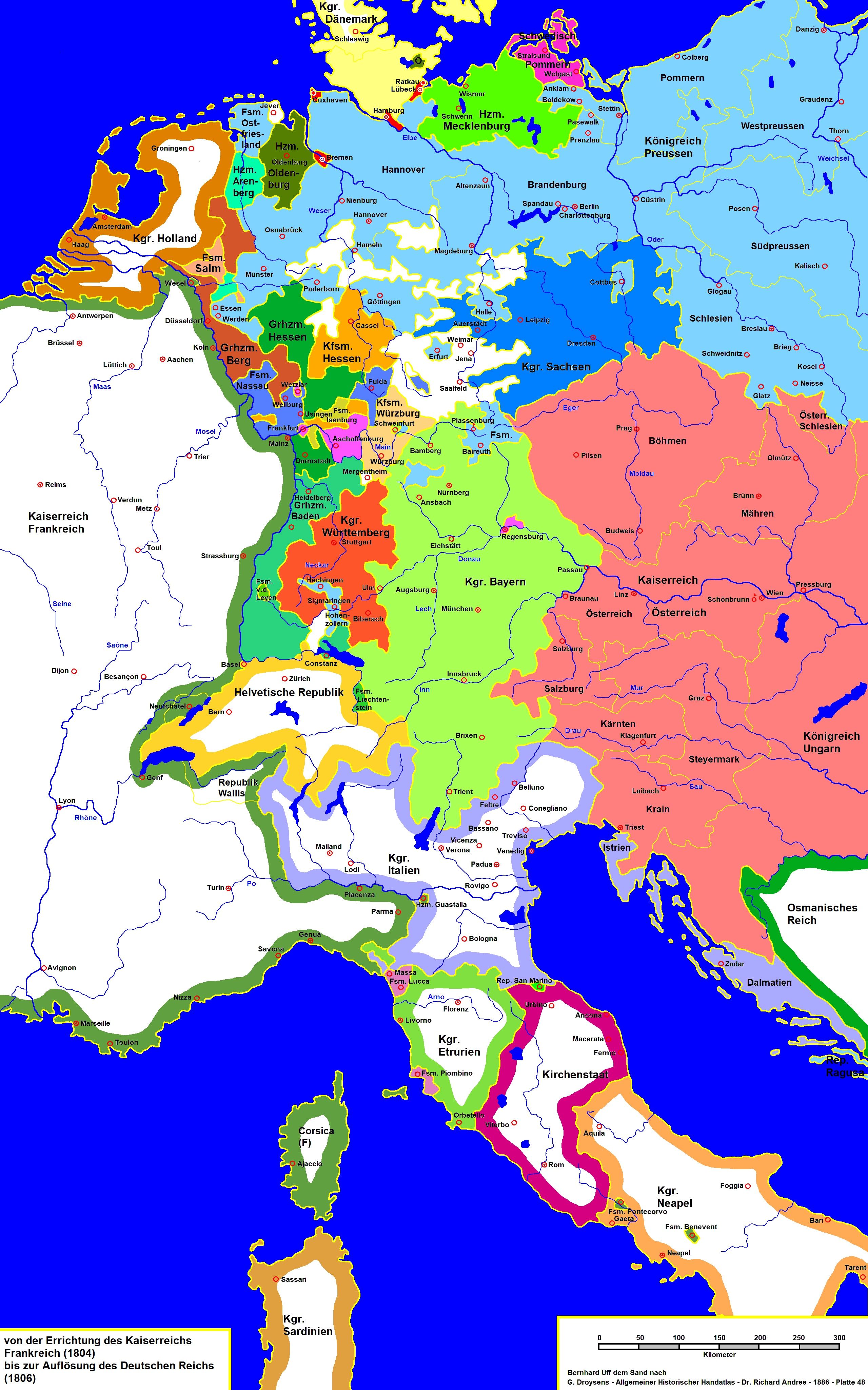
Mitteleuropa um 1806

## Bildung der Koalition

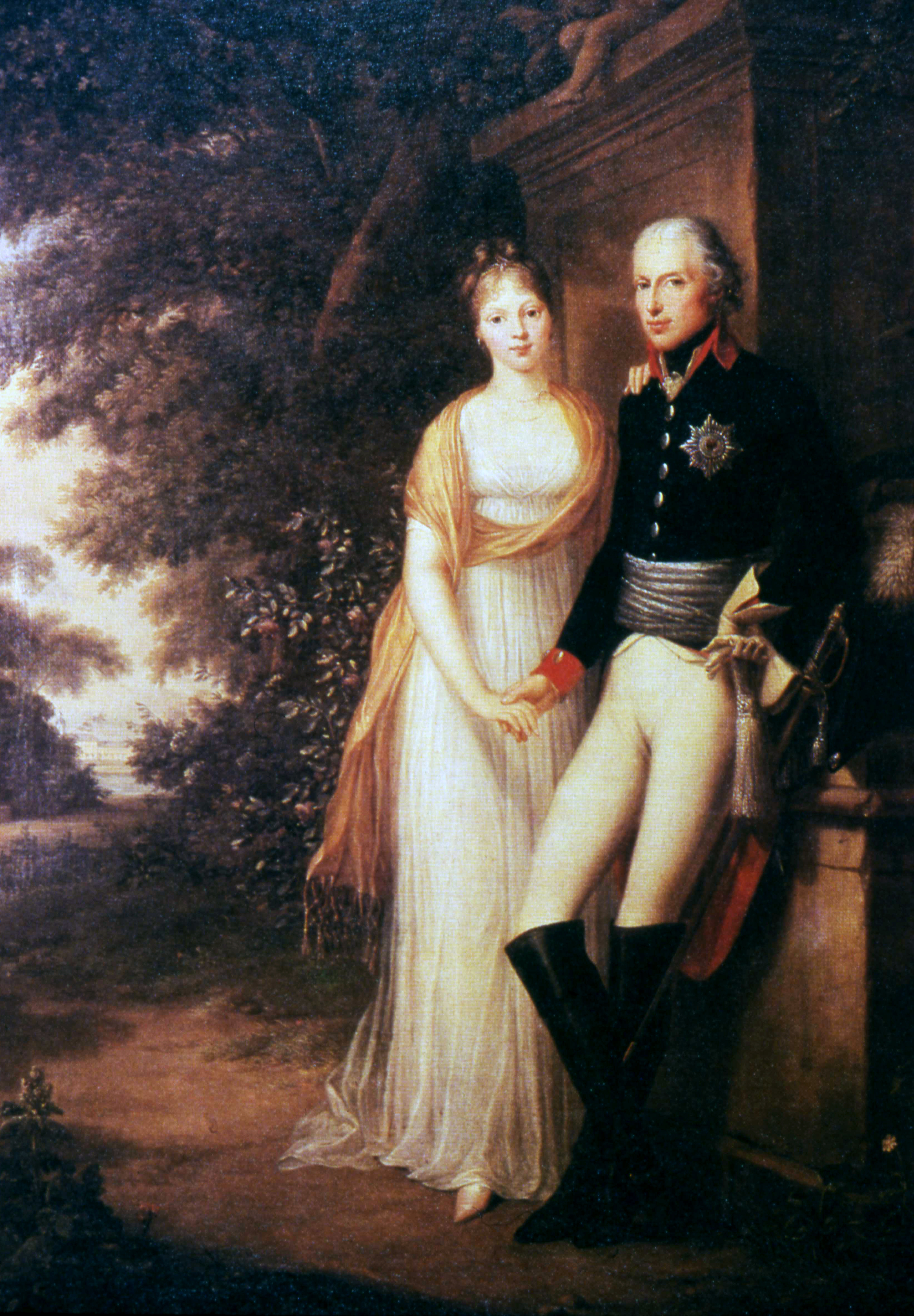
Das Königspaar Friedrich Wilhelm III. und Luise von Preußen

In Preußen wuchs die Befürchtung, dass das Land zum Ziel der napoleonischen Hegemonialpolitik werden könnte. Bereits im Zusammenhang mit dem Vertrag von Schönbrunn hatte Prinz Louis Ferdinand geäußert: „Wir werden Krieg haben, und statt ihn mit Glanz zu führen, wie wir hätten tun sollen, wird die Last auf uns fallen.“  Nach dem Bekanntwerden des Angebots der Rückgabe Hannovers an Großbritannien wuchs in Preußen die Bereitschaft zum Krieg. Hatten sich noch während des Dritten Koalitionskrieges eine Kriegs- und eine Friedenspartei die Waage gehalten, setzte sich nun die Kriegspartei durch. Auch der bislang zögerliche König Friedrich Wilhelm III. war dazu nun bereit. Daraufhin kam es zu einem preußisch-russischen Bündnis. Dies war der Beginn der Vierten Koalition. Preußen begann Anfang August 1806 mit der Mobilisierung der Armee, hoffte aber immer noch, den Krieg vermeiden zu können. Auf französischer Seite nahm man anfangs die von Preußen ausgehende Gefahr nicht so recht ernst. Napoleon äußerte: „Der Gedanke, Preußen könnte sich allein mit mir einlassen, erscheint mir so lächerlich, dass es gar nicht in Betracht gezogen zu werden verdient.“
König Friedrich Wilhelm III. stand unter enormem Druck vieler Mitglieder seiner eigenen Umgebung, sich endlich für den Krieg gegen Frankreich zu entscheiden. Am 2. September 1806 erhielt der König eine Denkschrift, die seine bisherige Politik kritisierte und auf Krieg drängte. Unter den Unterzeichnern befanden sich Verwandte Friedrich Wilhelms wie Prinz Louis Ferdinand, die Brüder des Königs Heinrich und Wilhelm sowie der Prinz von Oranien. Sie warfen dem König vor, das Heilige Römische Reich im Stich gelassen und die Glaubwürdigkeit seines Ehrenwortes geopfert zu haben. Friedrich Wilhelm III. forderte die Mitglieder der Kriegspartei auf, die Hauptstadt zu verlassen und zu ihren Regimentern zurückzukehren.
Allerdings führten die vorsorglichen französischen Kriegsvorbereitungen zu einer unerwarteten Reaktion. Am 1. Oktober 1806 richtete der preußische König, dem der Vorwurf des Treuebruchs durch seine Verwandten keine Ruhe ließ, ein Ultimatum an Napoleon. Darin forderte er den Kaiser auf, den Neutralitätspakt einzuhalten, die preußischen Territorien am Niederrhein herauszugeben und die französischen Truppen hinter den Rhein zurückzuziehen. Dies war gleichbedeutend mit einer Kriegserklärung. Napoleon antwortete mit einem aggressiven Brief, in dem er dem König von jedem Waffengang abriet und ihm ansonsten seine militärische Niederlage voraussagte.
Die preußische Armee orientierte sich noch immer an der ruhmreichen Vergangenheit unter Friedrich II. Tatsächlich aber war sie im Gegensatz zum potentiellen Gegner Frankreich inzwischen kriegsunerfahren. Auch fehlte es an guten Generälen. Ein beträchtlicher Teil der Armee, rund 33.000 Mann, zog nicht in den Krieg, sondern verblieb in den bis 1793 und 1795 polnisch gewesenen Gebieten, wo man einen Aufstand befürchtete. So zählte das preußische Feldheer rund 140.000 Mann. Verstärkungen kamen vom Kurfürstentum Sachsen (22.000 Mann) und von Sachsen-Weimar (1600 Mann). Der Oberbefehl lag beim Herzog von Braunschweig. Der König selbst begab sich zur Armee, was zu Unstimmigkeiten über die Befehlsgewalt führte. Napoleon verfügte noch aus dem Vorjahr über voll einsetzbare sechs Korps seiner Grande Armée, die in Süddeutschland zwischen Passau und Frankfurt am Main standen. Diese waren weniger zersplittert als die Preußen und waren auch zahlenmäßig überlegen. Sie zählten mit einem bayerischen Hilfskontingent zwischen 170.000–192.000 Mann.

## Verlauf

### Feldzug von 1806

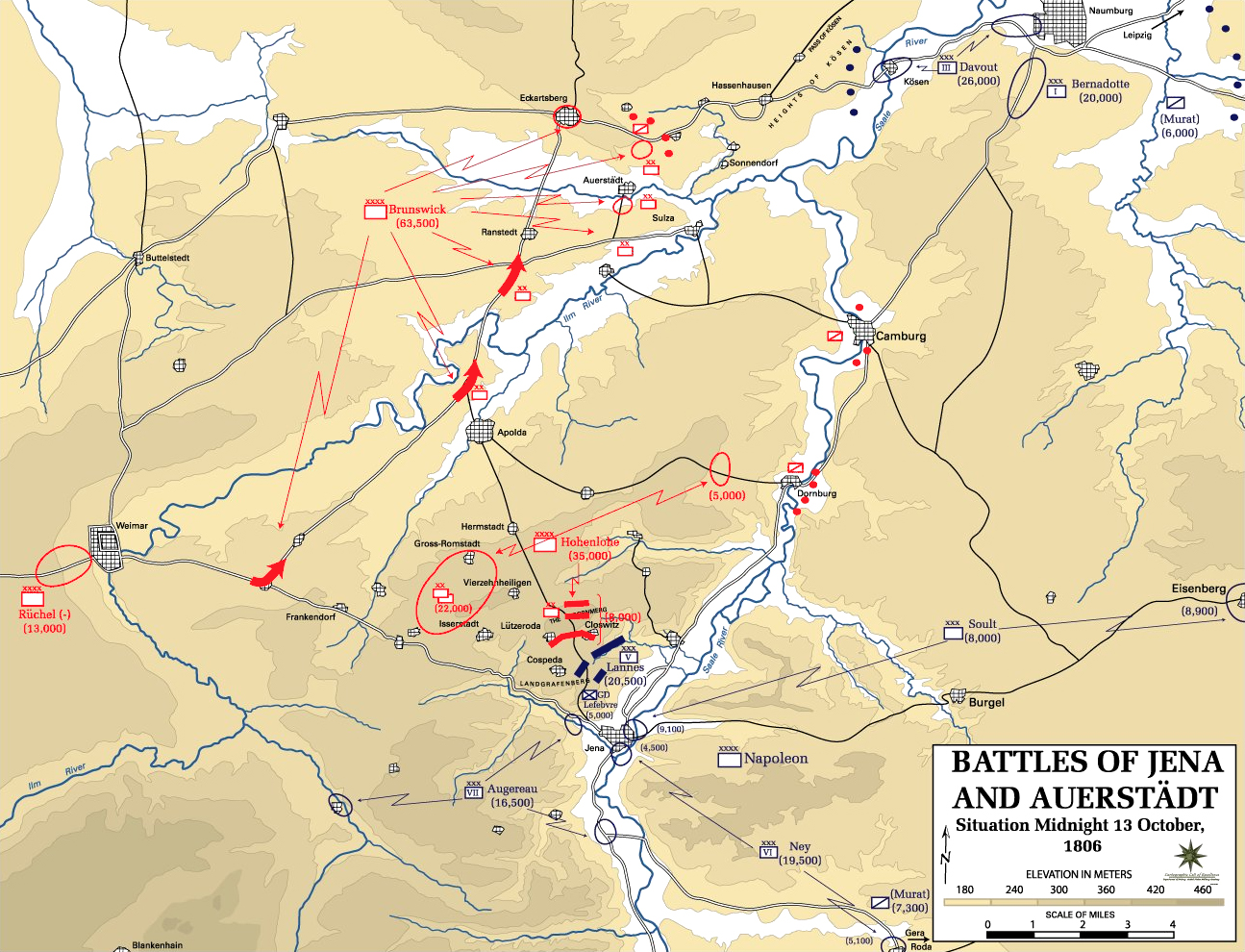
Karte der Schlacht von Jena und Auerstedt

Die Preußen warteten die Ankunft von russischen Unterstützungskräften nicht ab. Die Armee unter Hohenlohe-Ingelfingen und die Hauptarmee unter von Braunschweig sollten sich in Thüringen vereinigen. Napoleon reagierte rasch. Die französischen Armeen rückten in Richtung Thüringen vor, um der Vereinigung der preußischen Truppen zuvorzukommen.
Bei Schleiz kam es am 9. Oktober zu einem ersten Gefecht. Am 10. Oktober kam es zum Gefecht bei Saalfeld, in dem Prinz Louis Ferdinand getötet wurde. Damit war auch die Vereinigung der preußischen Truppen gescheitert. Nur vier Tage später griff Napoleon die preußischen Truppen unter Befehl von General Hohenlohe bei Jena an und schlug sie vernichtend. Marschall Davout besiegte am selben Tag die preußische Hauptarmee unter dem Herzog von Braunschweig bei Auerstedt. Die preußischen Truppen waren in Auflösung begriffen und flohen vor der sie verfolgenden gegnerischen Kavallerie. Die sächsischen Truppen kehrten in ihre Heimat zurück.
Bereits am 24. Oktober war Berlin französisch besetzt. Der preußische König war zuvor mit seinem Hof nach Königsberg geflohen. Die preußischen Truppen unter Hohenlohe kapitulierten am 28. Oktober bei Prenzlau. Die Truppen unter Blücher ergaben sich am 7. November bei Ratekau nach der Schlacht bei Lübeck. In Magdeburg ergaben sich 20.000 Mann. Auch die meisten Festungen mit einigen Ausnahmen in Schlesien ergaben sich in dem Gebiet zwischen Rhein und Oder. Die Franzosen rückten weiter vor. Sie erreichten am 4. November Posen, am 18. November Thorn und am 28. November Warschau. In Polen wurden Hilfstruppen gebildet und auch das auf die Seite Napoleons übergegangene Sachsen stellte Truppen. Die Franzosen verfügten zusammen mit ihren Verbündeten über 200.000 Mann. Die Preußen hatten noch 25.000 Mann, deren Zahl sich durch Versprengte allerdings wieder etwas vergrößerte.

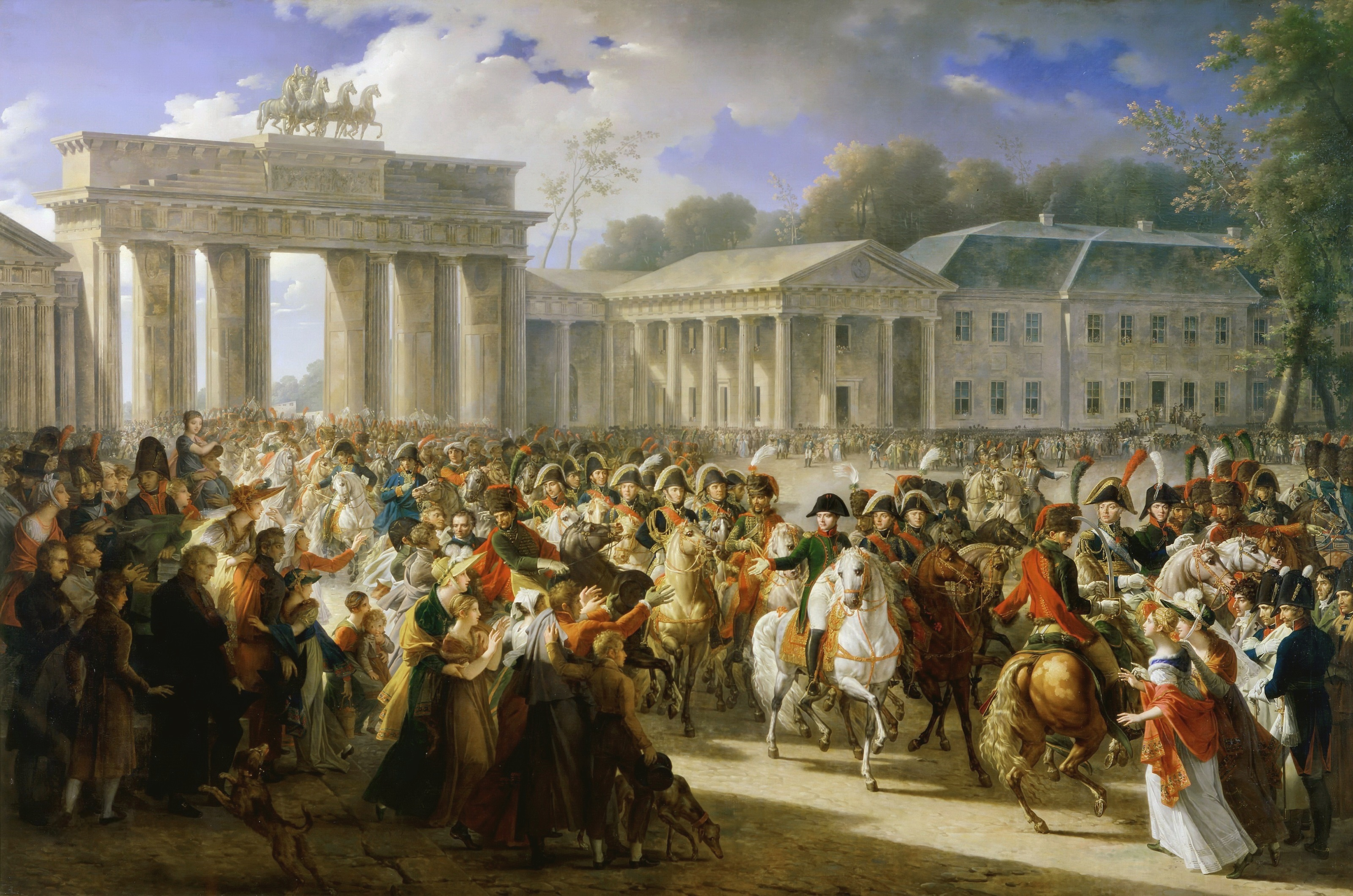
Einzug Napoleons in Berlin am 27. Oktober 1806

Im Januar 1807 hatten die Preußen 19 Reservebataillone (11.000 Mann) und 8200 Kavalleristen gesammelt. Zwischen Danzig und Płock standen 23 Bataillone und 74 Eskadrone zur Verteidigung der Weichsel. Weitere 10.000 Mann befanden sich in Danzig und 4000 Mann standen in Graudenz. Die schlesischen Festungen waren mit zusammen 25.000 Mann besetzt. Hinzu kamen drei russische Korps. Levin August von Bennigsen stand mit 60.000 Mann an der Weichsel von Plock bis zur Grenze zu Österreich. Weitere 38.000 Mann unter Friedrich von Buxhoeveden hatten Anfang Dezember die litauische Grenze überschritten. Eine dritte Truppe unter Pjotr Kirillowitsch Essen mit etwa 18.000 Mann kam Mitte Dezember bei Brest-Litowsk an.
Napoleon verkündete am 21. November, mit dem Berliner Dekret, die Sperrung der Häfen des Kontinents für englische Schiffe (Kontinentalsperre). Friedrich Wilhelm III. bot Waffenstillstandsverhandlungen an, diese scheiterten aber an den französischen Forderungen. Napoleon suchte die Entscheidung auch gegenüber den Russen. Bei Soldau wurden die preußischen Truppen am 25. Dezember und die russischen Truppen am 26. Dezember nach der unentschiedenen Schlacht bei Pultusk nach Ostpreußen abgedrängt.
Die in Richtung Osten vorrückenden Franzosen trafen auf zunehmend schlechtere klimatische und geographische Bedingungen. Die Bodenbeschaffenheit verhinderte schnelle Manöver. Auch die Versorgung mit Nachschub erwies sich als schwierig. Die Versorgung der Truppen durch Requirierungen funktionierte auch nicht, da die Nahrungsmittelvorräte von den Russen weggeschafft oder verbrannt worden waren. Hunger und Erschöpfung setzten den Franzosen zu und selbst unter den Gardeeinheiten machte sich Unmut breit. Im Dezember 1806 entstanden in den unbesetzten Festungen Kolberg und Danzig die Freikorps Schill, Hirschfeld und Krockow, die im Winter 1806/07 in Hinterpommern, der Neumark und Niederschlesien den „kleinen Krieg“ gegen die französischen Besatzer führten.
Die Franzosen beendeten den Feldzug von 1806, in Posen wurde der Friedensvertrag mit dem Kurfürstentum Sachsen geschlossen, und Napoleon nahm Winterquartier in Warschau. Die Polen hofften auf die Wiederherstellung des in den Teilungen untergegangenen Staates. Napoleon wollte sich aber nicht festlegen. Es kam in dieser Zeit zu seiner Affäre mit der Gräfin Maria Walewska.

### Kapitulationen preußischer Feldtruppen 1806
Am 27. Oktober 1806 kapitulierte Major von Löschebrandt mit dem Regiment Gensdarmes in Wichmannsdorf. Einen Tag später, am 28. Oktober, gab General Hohenlohe mit 12.000 Mann den Resten der Armee Hohenlohe in Prenzlau auf. Am 29. Oktober kam es in Pasewalk zur Kapitulation von Oberst von Hagen, Kommandeur des Infanterie-Regiments Nr. 29 (Treuenfels), sowie von Poser, Kommandeur des Kürassier-Regiments Nr. 1 (Henkel), die mit 5 Bataillonen und 5 Kürassier-Regimentern kapitulierten. Am nächsten Tag, dem 30. Oktober, gab es zwei weitere Kapitulationen: In Anklam ergaben sich die Generäle von Bila I und von Bila II mit 2 Bataillonen, 1 Kompanie sowie mehreren kleinen Detachements und den Resten einiger Kavallerie-Regimenter. Zur gleichen Zeit, ebenfalls am 30. Oktober, kapitulierte in Boldekow Major von Höpfner, der mit 6 weiteren Offizieren sowie Geschützen von mehreren Regimentern, zwei Trainkolonnen und etwa 200 Pferden das 3. Artillerie-Regiment begleitete.
Am 1. November kapitulierte Major von Schmude, Kommandeur des Dragoner-Regiments Nr. 5 (Königin), mit einem Detachement von 170 Pferden in Wahren. Einen Tag später, am 2. November, gab Oberstleutnant von Prittwitz mit der Bagage der Armee Hohenlohe in Wolgast auf. Am 5. November ergab sich Generalmajor von Usedom mit den Resten seines Regiments in Wismar. Am 6. November kapitulierten Majors von Ende und Szerdahelly mit 4 Eskadrons und einer halben reitenden Batterie in Krempersdorf. Eine weitere Kapitulation gab es in Lübeck-Ratekau am 7. November, wo Generalleutnant von Blücher mit den Resten von 8 Infanterie-Regimentern, 6 Grenadier- und 8 Füselier-Bataillonen, 6 Jäger-Kompanien, 4 Kavallerie-Regimentern sowie einer unbekannten Anzahl von Geschützen, insgesamt etwa 9000 Mann, kapitulierte. Schließlich, am 8. November, ergab sich Major von Schwedern mit dem 2. Bataillon des Regiments Nr. 4 (Kalckreuth) in Travemünde. Am 12. November kapitulierte Generalmajor von Pelet mit 200 Pferden des Dragoner-Regiments Nr. 1 (König von Bayern) und der halben Batterie von Heydenreich in Lüneburg.

### Feldzug von 1807

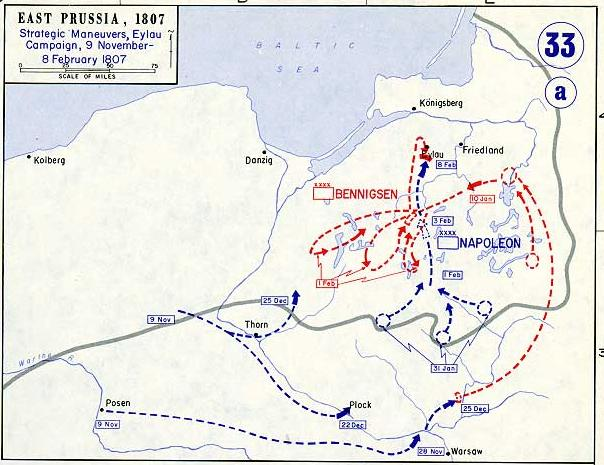
Feldzug in Ostpreußen 1806–1807

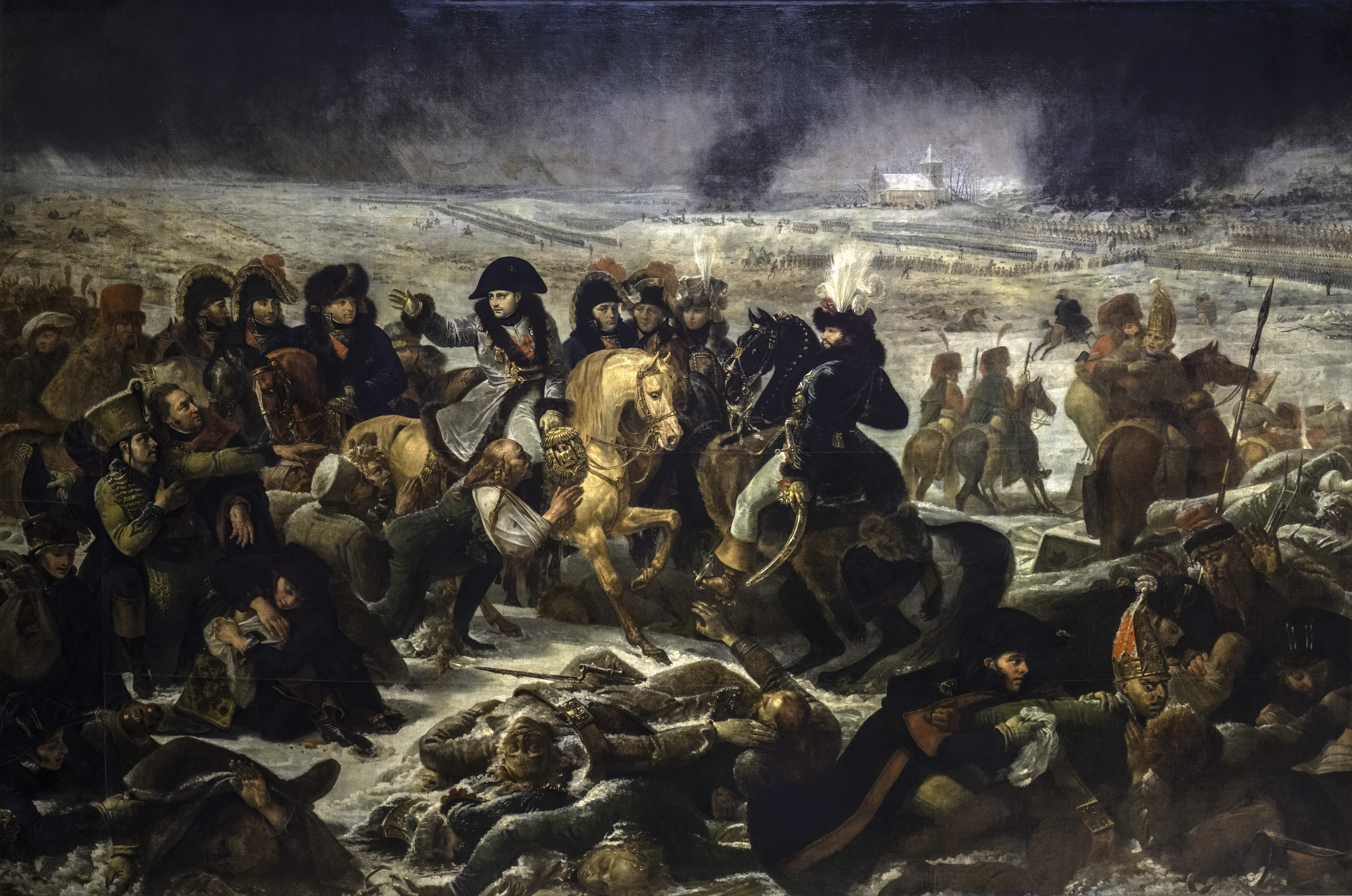
Napoleon in der Schlacht von Preußisch-Eylau; Bildbeschreibung

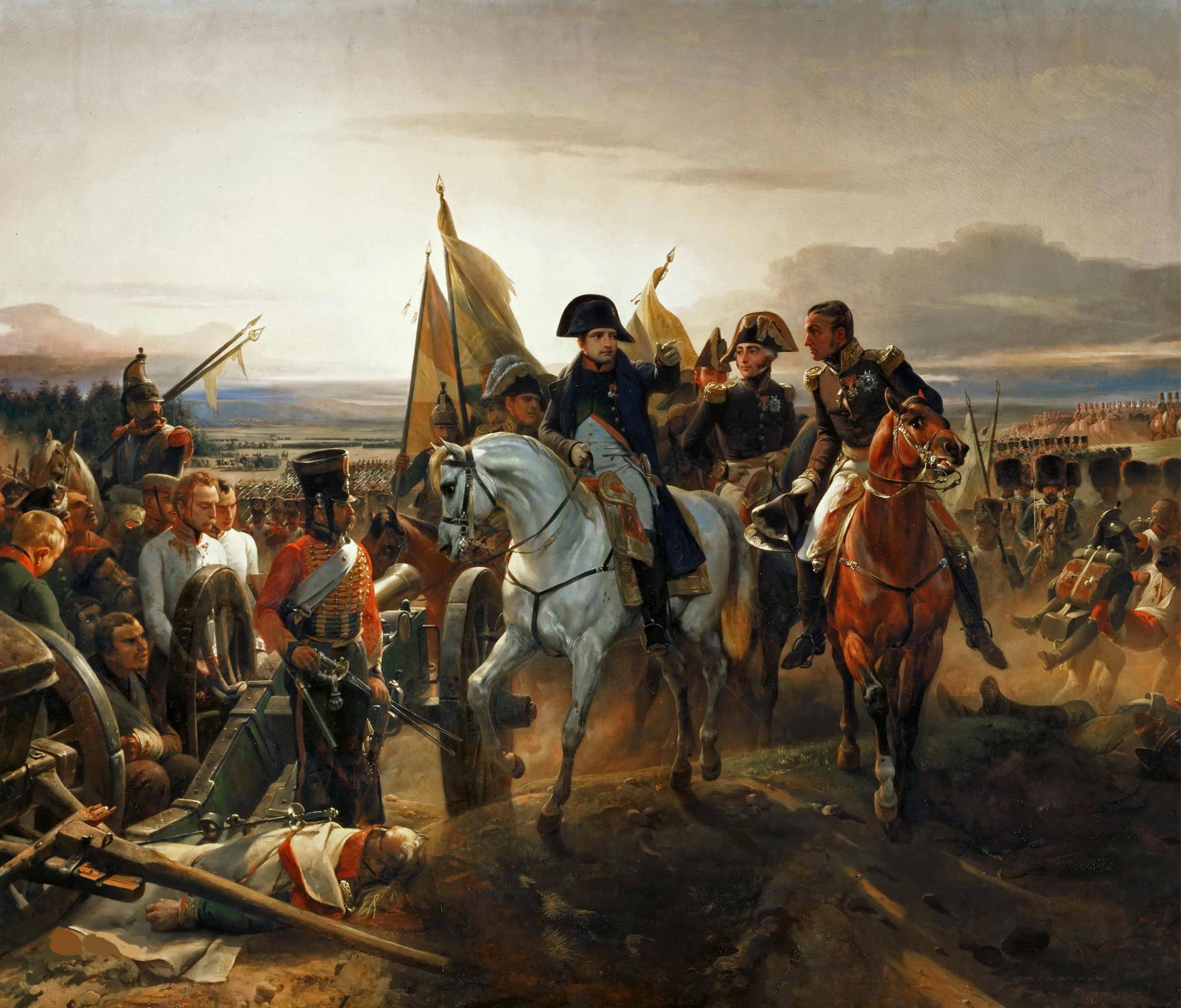
Napoleon in der Schlacht von Friedland

Zu Beginn des Jahres mussten die preußischen Festungen Breslau, Brieg und Schweidnitz in Schlesien kapitulieren. Der preußische Hof zog sich im Januar nach Memel zurück. Nach dem Beginn der Kriegshandlungen im Jahr 1807 stieß Ney in Richtung Königsberg vor. Die Russen hofften, Ney abschneiden zu können. Daraufhin rief Napoleon Ney zurück und setzte sich selber in Richtung Norden in Marsch. Sein Ziel war es, mit verschiedenen Korps den Verbündeten den Rückzug abzuschneiden. Dabei sollte sich Bernadotte zwischen die preußischen und russischen Truppen schieben. Bernadotte und Vortruppen von Bennigsen trafen am 25. Januar bei Mohrungen aufeinander. Die ersten französischen Truppen kamen am 2. Februar in Allenstein an. Bennigsen konnte entkommen und ging nach Preußisch-Eylau.
Dort kam es zwischen der französischen und russischen Armee am 7./8. Februar 1807 zur verlustreichen Schlacht bei Preußisch Eylau. Napoleon konnte dabei keinen klaren Sieg erreichen. Benningsen zog sich in Richtung Königsberg zurück.
Die französische Armee war erschöpft und es kam zu einer Pause der Operationen. Diese nutzte Napoleon, um neue Soldaten an die Front zu bringen und seine Truppen neu zu gruppieren. Auch die preußischen und russischen Truppen erhielten Verstärkungen. Auf der anderen Seite schlossen Russland und Preußen zur Absicherung ihres Bündnisses am 26. April den Bartensteiner Vertrag. Zuvor war bereits am 28. Januar im Frieden von Memel der Kriegszustand zwischen England und Preußen beendet worden. Dem Bartensteiner Vertrag schlossen sich auch England und Schweden an.
Im Frühjahr wurde der Krieg wieder aufgenommen. Gegen Ende Mai fiel Danzig. In Schlesien blieben vier Festungen in preußischer Hand. Auch die Festungen Graudenz und Kolberg hielten sich bis zum Kriegsende. Dennoch rückten die Franzosen auf Königsberg vor. Bei Heilsberg in Ostpreußen kam es nach einer Pause am 10. Juni zu einer Wiederaufnahme der Kämpfe. Am 14. Juni 1807 kam es bei Friedland zur Schlacht zwischen der russischen und französischen Armee. Dabei erlitten die Russen eine schwere Niederlage. Daraufhin kam am 21. Juni ein Waffenstillstand zustande.

## Folgen

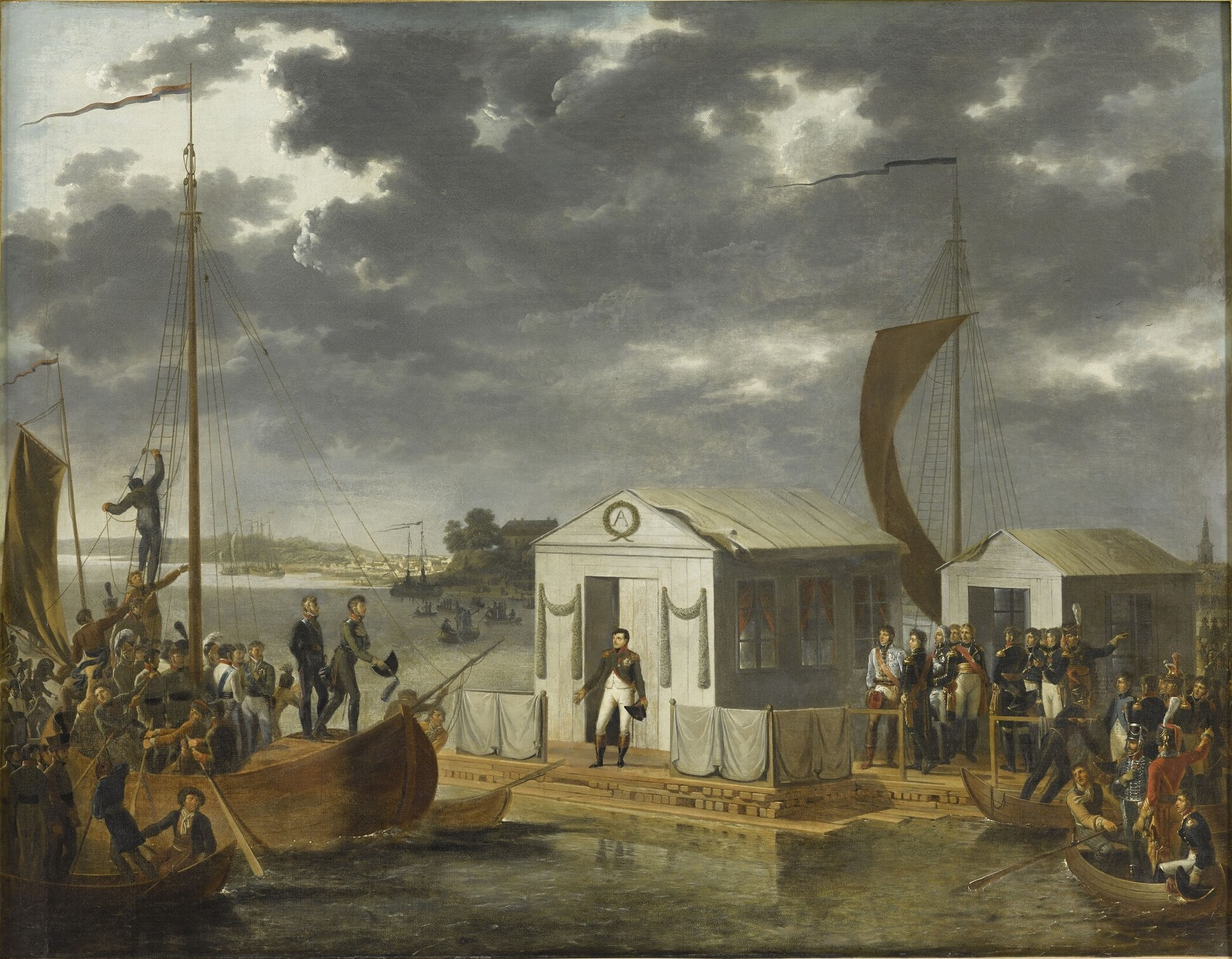
Zusammentreffen von Napoleon und Alexander I. auf der Memel

Auf einem Floß auf dem Fluss Memel trafen Napoleon und Alexander I. zusammen, um den Frieden vorzubereiten. Nach zweiwöchiger Verhandlung wurde am 7. Juli 1807 der Frieden von Tilsit unterzeichnet. Dieser war für Russland und Frankreich vorteilhaft. Russland trat die Ionischen Inseln an Frankreich ab. Napoleon machte Russland Hoffnungen auf Erwerbungen zu Lasten des Osmanischen Reiches. Es kam zu einem Freundschaftsabkommen zwischen Russland und Frankreich.
Geradezu katastrophal war der Frieden für Preußen. Nur auf Grund der Fürsprache Alexanders I. entging Preußen der völligen Auflösung. Das bekannte Treffen zwischen Königin Luise und Napoleon brachte dabei keine nennenswerte Erleichterung. Preußen verlor alle Gebiete westlich der Elbe. Diese kamen an das neue Königreich Westphalen oder das Großherzogtum Berg. Die polnischen Gebiete Preußens mussten an das neue Herzogtum Warschau abgegeben werden. Dieses wurde dem zum Königreich erhobenen Sachsen angegliedert. Preußen hatte etwa die Hälfte seines Gebietes eingebüßt. Es musste zudem extrem hohe Kriegsentschädigungen zahlen. Bis diese aufgebracht waren, sollte das Land französisch besetzt bleiben. Preußen musste sich zudem der Kontinentalsperre anschließen und verlor England als wichtigen Handelspartner. Der Frieden von Tilsit bedeutete den Höhepunkt von Napoleons Macht. Preußens Großmachtstatus war dagegen verloren. Allerdings war die Niederlage des alten Preußens die zentrale Voraussetzung für die „Revolution von oben“ in Form der Preußischen Reformen der kommenden Jahre.